# Käppi

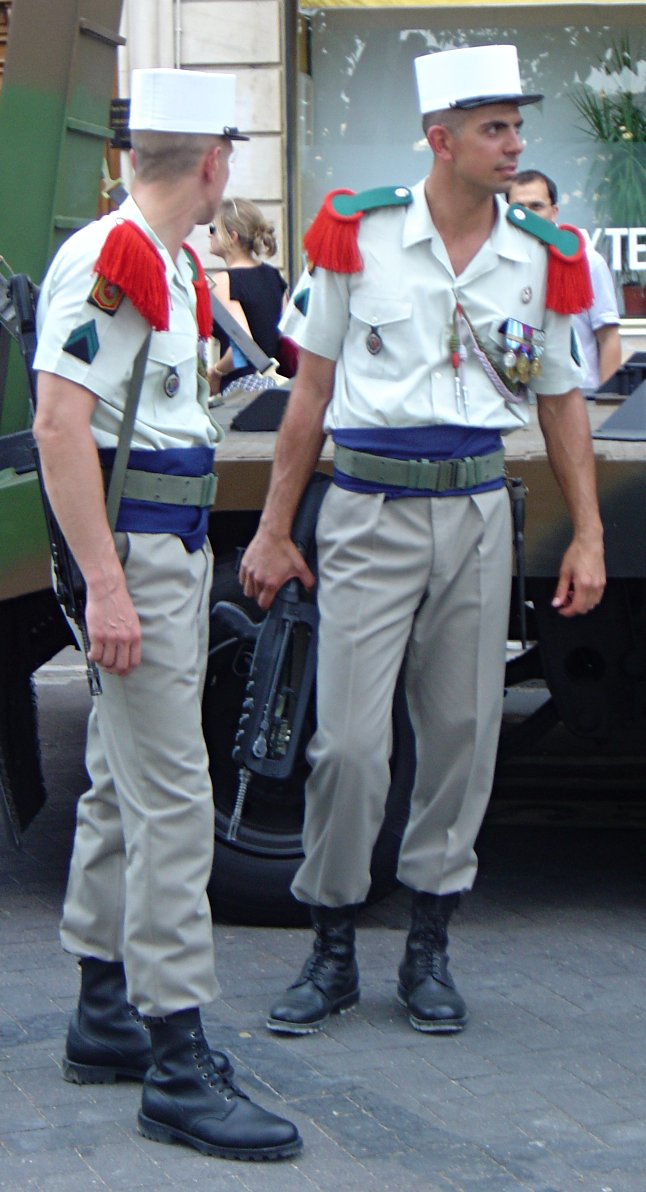
Fremdenlegionäre mit Képi blanc

Ein Käppi (französisch képi, Verkleinerungsform von Kappe) ist eine militärische Kopfbedeckung, im engeren Sinne ein leichter, niedriger Tschako, wie er zur Uniform der französischen Armee und Gendarmerie getragen wird.
In der Schweizer Armee wurde das Käppi bis 1991 ab Stufe höherer Unteroffizier getragen (für Offiziere mit Gradabzeichen). Aktuell wird es nur noch an höhere Stabsoffiziere (ab Stufe Brigadier) abgegeben.
In Deutschland – unter anderem bei der Luftwaffe – wird das sogenannte Schiffchen ebenfalls manchmal mit dem Spitznamen „Käppi“ bezeichnet.
In Deutschland wird umgangssprachlich unter Käppi in der Regel ein Cappy verstanden.

## Frankreich

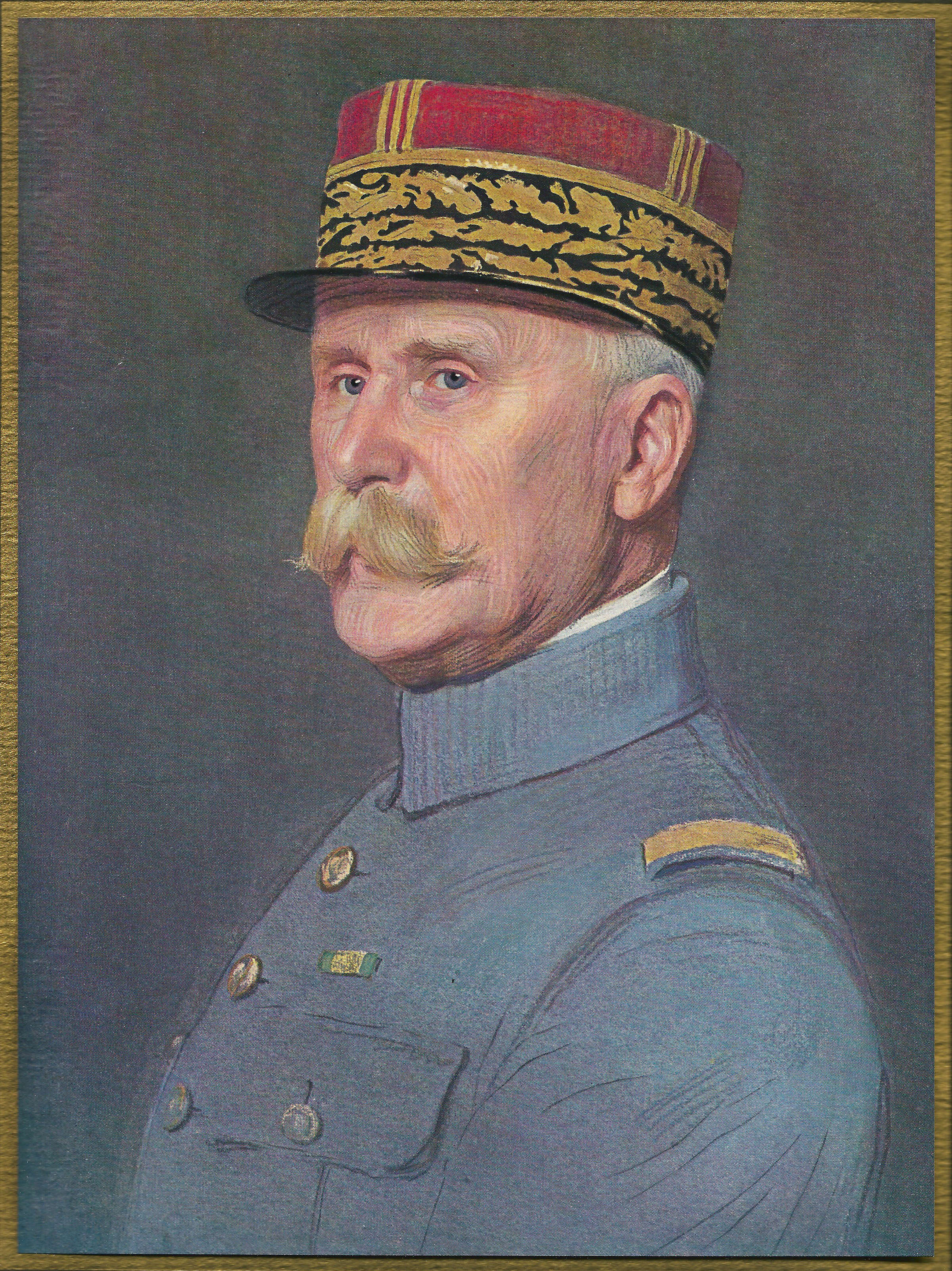
Philippe Pétain mit einem speziellen Képi

Das Képi war bis Ende des 20. Jahrhunderts die gebräuchlichste Kopfbedeckung in den französischen Streitkräften. Das Képi kam in den 1830er Jahren auf, als im Zuge der Kolonisation Afrikas eine leichte Kopfbedeckung für die heißen Gegenden gesucht wurde. Zunächst wurden verschiedene Kopfbedeckungen, die casquettes d’Afrique (französisch: afrikanische Kasketts), ausgegeben, bis sich das Képi 1852 als bonnet de police à visière (etwa: Dienstmütze bzw. Lagermütze mit Augenschirm) herausbildete. 
Seit dem Krimkrieg wurde das Képi, das bereits von einigen französischen Einheiten getragen wurde, auch im Ausland bekannt. 

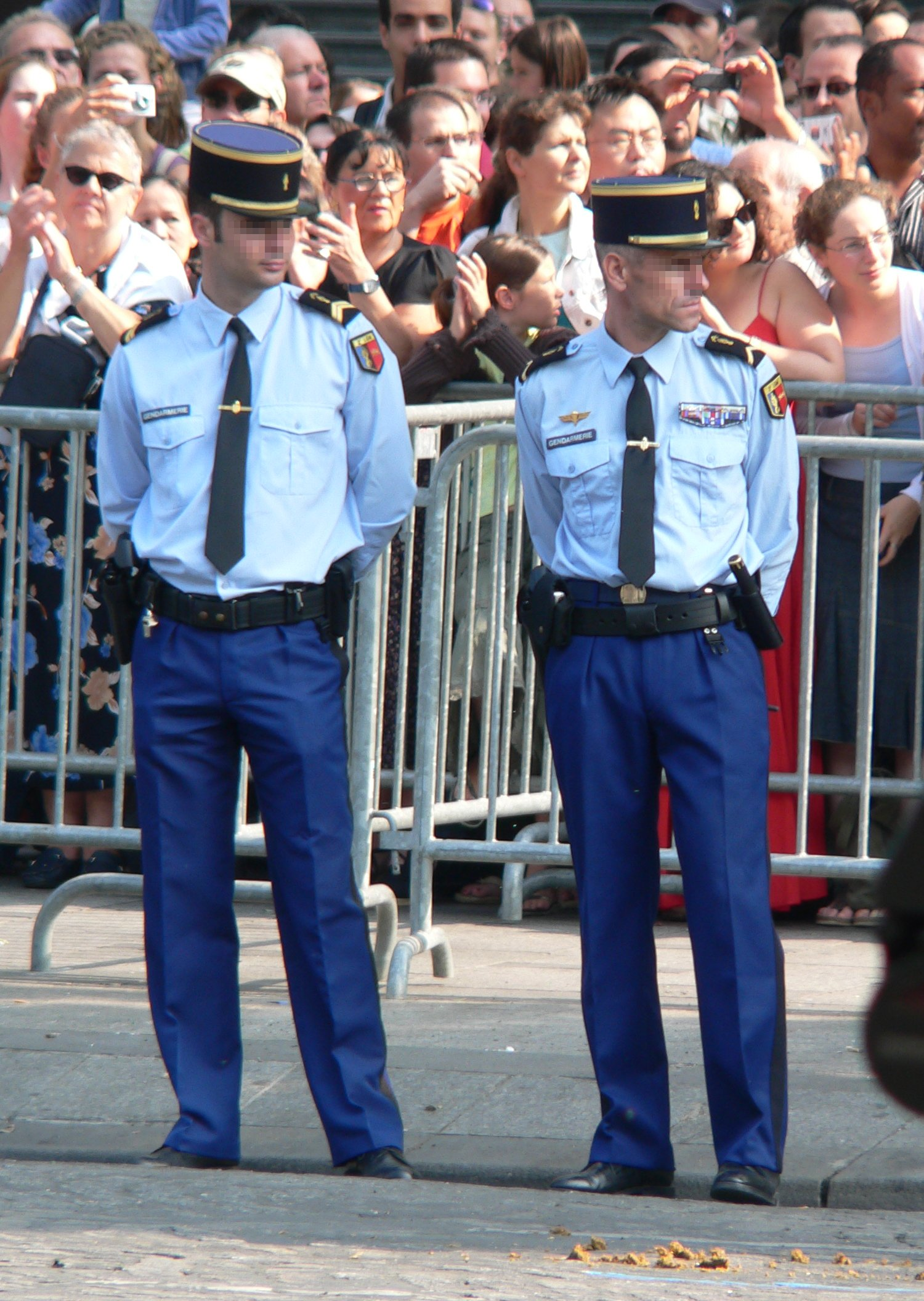
Polizisten der Gendarmerie nationale mit Képi

Um 1900 war die Kopfbedeckung schließlich bei den meisten Einheiten der Armee eingeführt worden. Auch das goldene oder silberne Geflecht an den Mützen für Offiziere wurde eingeführt, ebenso die bis heute benutzten verschiedenen Farben der Truppengattungen. 
Zu Beginn des Ersten Weltkrieges trugen die meisten Soldaten das Képi. Zu Tarnung wurde das Képi ähnlich wie die deutsche Pickelhaube mit einem grauen Überzug getragen. Erst 1915 setzte sich der Adrian-Helm durch und das Képi wurde nur noch von Offizieren in der Etappe getragen.
Nach dem Zweiten Weltkrieg wurde das Képi weiterhin zur Dienstuniform getragen, nicht mehr zur Kampfuniform. Dennoch war es nicht mehr oft in der Öffentlichkeit zu sehen, da meist das Barett getragen wurde.
Nach dem Golfkrieg 1991 und dem Ende der Wehrpflicht in Frankreich fand eine weitgehende Renaissance des Képi statt. Auch Mannschaftsdienstgrade trugen das Képi wieder in der Öffentlichkeit. Heute wird es nur noch zur Ausgehuniform oder zur Paradeuniform getragen, während zum Dienstanzug heute meist das Béret (Barett) getragen wird. Ausnahme hier ist Gendarmerie nationale, die auch zum normalen Dienstanzug das Képi trägt. 
Die Police nationale schaffte das Képi im Zuge einer Reform ab, da es für die Benutzung in Fahrzeugen zu hoch ist.

### Farbsystem
| Truppengattungen                                                                 | Farbe des Bandes                                                     | Farbe des Deckels                                             | Borte und Abzeichen                   |
| -------------------------------------------------------------------------------- | -------------------------------------------------------------------- | ------------------------------------------------------------- | ------------------------------------- |
| Infanterie, Zouaven, Fallschirmjäger                                             | Dunkelblau                                                           | Rot                                                           | Gold                                  |
| Scharfschützen                                                                   | Hellblau                                                             | Rot                                                           | Gold                                  |
| Spezialeinheiten (auch deren Fallschirmjäger) Logistiktruppe und Quartiermeister | Dunkelblau                                                           | Rot                                                           | Silber                                |
| Kürassiere, Dragoner, Husaren Panzertruppe und Matériel                          | Hellblau                                                             | Rot                                                           | Silber                                |
| Jägertruppe                                                                      | Schwarz                                                              | Dunkelblau                                                    | Silber                                |
| Spahi (Leichte Kavallerie)                                                       | Hellblau                                                             | Rot                                                           | Gold                                  |
| Artillerietruppe, Marineinfanterie                                               | Dunkelblau                                                           | Dunkelblau                                                    | Gold                                  |
| Train und Militärmusik                                                           | Schwarz                                                              | Schwarz                                                       | Gold                                  |
| Légion étrangère                                                                 | Weiß (Mannschaftssoldaten) Dunkelblau (Unteroffiziere und Offiziere) | Weiß (Mannschaftssoldaten) Rot (Unteroffiziere und Offiziere) | Gold (Infanterie) Silber (Kavallerie) |
| Heeresflieger                                                                    | Blau                                                                 | Rot                                                           | Gold                                  |
| Sanitätspersonal                                                                 | Purpur                                                               | Rot                                                           | Gold                                  |
| Apotheker                                                                        | Grün                                                                 | Rot                                                           | Gold                                  |
| Veterinärpersonal                                                                | Violett                                                              | Rot                                                           | Silber                                |
| Zahnmedizinisches Personal                                                       | Pflaume                                                              | Rot                                                           | Gold                                  |
| Gendarmerie nationale                                                            | Schwarz                                                              | Dunkelblau                                                    | Silber                                |
| Gendarmerie Mobile                                                               | Schwarz                                                              | Dunkelblau                                                    | Gold                                  |

## Schweiz
In der Schweizer Armee war das Käppi früher für alle höheren Unteroffiziere und Offiziere gebräuchlich, wird seit 1991 aber nur noch von höheren Stabsoffizieren zur Ausgangsuniform getragen. Die Gradabzeichen sind wie folgt:

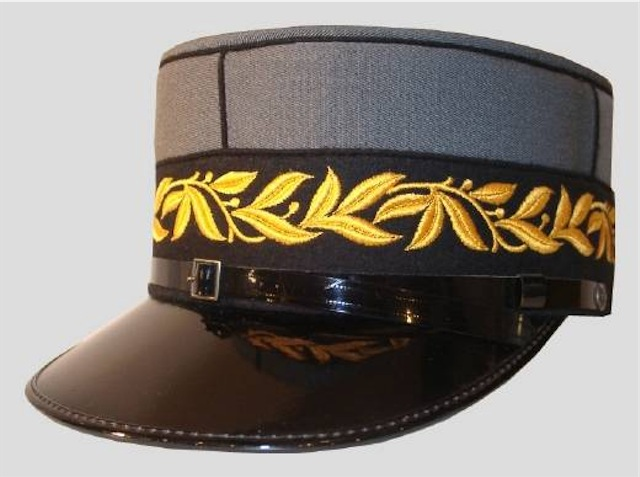
Brigadier: Lorbeerkranz
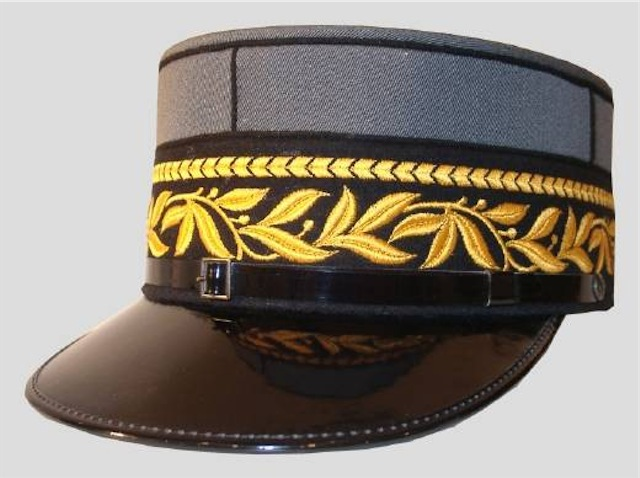
Divisionär: Lorbeerkranz mit einem schmalen Streifen
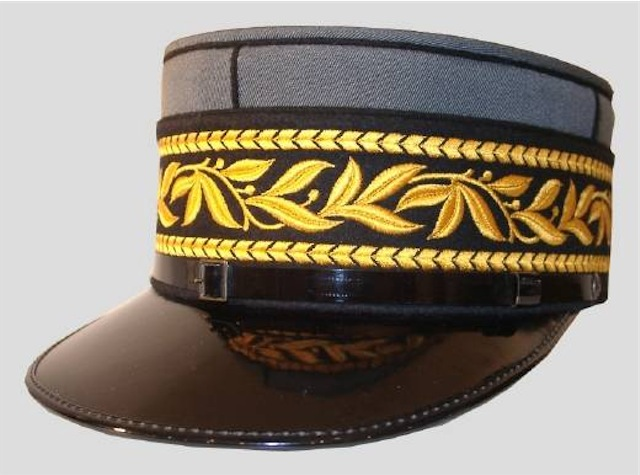
Korpskommandant: Lorbeerkranz mit zwei schmalen Streifen
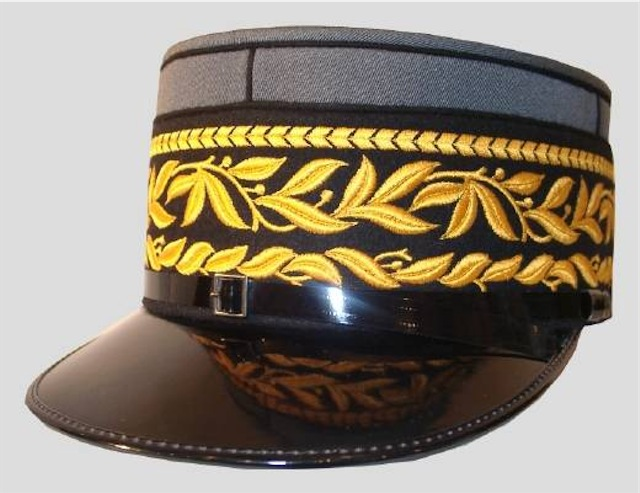
General: Lorbeerkranz mit einem schmalen und einem breiten Streifen